# Drapeau du Mali
Le drapeau du Mali, adopté le 1er mars 1961, est composé de trois bandes verticales et égales de couleur verte, jaune et rouge.

## Présentation du drapeau
Le 20 janvier 1961, quatre mois après la proclamation solennelle de l'indépendance de la République du Mali le 22 septembre 1960, les députés, réunis en séance plénière de l'Assemblée Nationale, adoptent la loi no 61-26 qui crée le drapeau national du Mali. La loi du 21 janvier 1961 consacre la version définitive du drapeau national du Mali. Il est composé de trois bandes de couleurs verte, jaune et rouge.

## Similitudes

Drapeau de la Fédération du Mali

Drapeau du Soudan français et de la République soudanaise (Actuel Mali)

Le drapeau malien (Vert, Or, Rouge) ressemble à celui de la Fédération du Mali (Mali et Sénégal actuels) qui comportait sur sa bande jaune, un masque Kanaga (Dogon). En effet, le Mali actuel se considère comme héritier de cette fédération. Le drapeau du Sénégal est presque identique : il ne s'en différencie que par l'étoile verte qu'il porte sur la bande jaune.
Il ne doit pas être confondu ni avec le drapeau de la Guinée qui comporte les mêmes couleurs dans l'ordre inverse (rouge, jaune, vert à partir de la hampe du drapeau) ni avec le drapeau de la Bolivie, dont les bandes sont disposées horizontalement.